# Katastrofa górnicza w Wankie
Katastrofa górnicza w kopalni Wankie – katastrofa, która wydarzyła się 6 czerwca 1972 w głębinowej kopalni węgla w mieście Wankie w Rodezji. Zginęło 427 górników.
Około godziny 10:15 na powierzchni odczuto wstrząs. Ze wszystkich szybów kopalni buchnęły kłęby gęstego dymu. Uszkodzeniu uległy niektóre budynki, a w pobliskim mieście nastąpił zanik zasilania energią elektryczną. Przypuszcza się, że z nieznanych przyczyn doszło do wybuchu metanu, który z kolei spowodował wybuch pyłu węglowego. W wyniku wybuchu cały system podziemny został zniszczony. Uratowano 8 osób. Ekipy ratownicze z wielu krajów Afryki i Europy próbowały dostać się w głąb kopalni, lecz udało im się dotrzeć tylko na 200 metrów. Następnego dnia doszło do kolejnego uwolnienia metanu  i dwóch wybuchów, które wypełniły korytarze (o długości ponad 4,5 km) gazem. W tych warunkach akcję ratunkową zakończono.